# Décès en 1428
Décès
- 1424
- 1425
- 1426
- 1427
- 1428
- 1429
- 1430
- 1431
- 1432

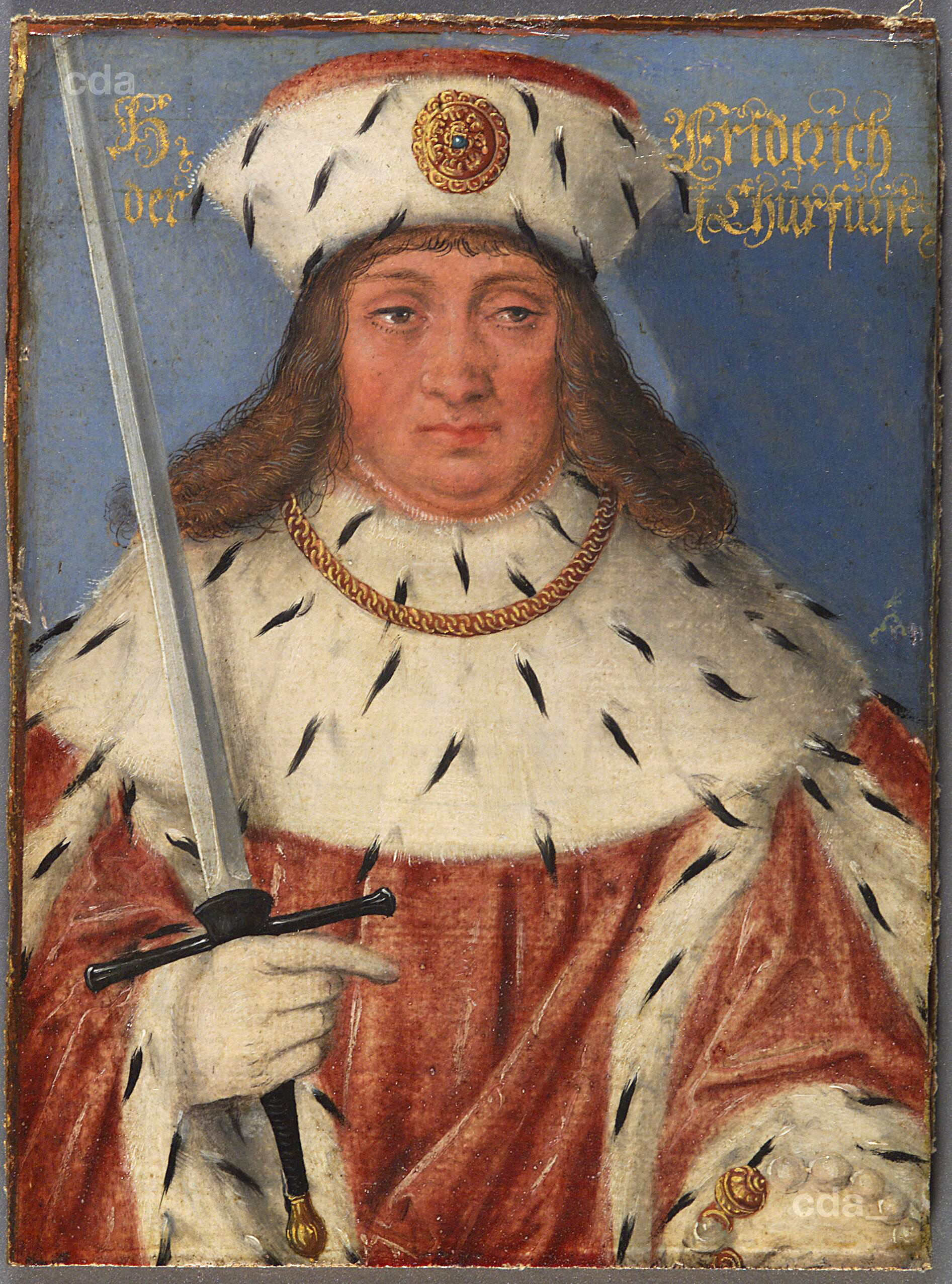
Frédéric Ier de Saxe, mort en 1428.

Cette page dresse une liste de personnalités mortes au cours de l'année 1428  :
- 4 janvier: Frédéric Ier de Saxe, co-margrave de Misnie, électeur de Saxe et comte palatin de Saxe.
- 3 février : Yoshimochi Ashikaga, quatrième des shoguns Ashikaga.
- 27 mars : Otto II de Poméranie, co-duc de Poméranie-Stettin.
- 21 juillet : Angelo d'Anna de Sommariva,  dit le cardinal de Lodi ou d'Anna, cardinal italien.
- 30 août : Shōkō, 101e empereur du Japon.
- 5 septembre : Guillaume II de Rarogne, évêque de Sion.
- Automne : Tommaso di ser Giovanni di Mone Cassai, dit Masaccio, peintre italien à Rome. Il passe pour avoir employé la perspective le premier.
- 3 novembre : Thomas Montaigu, 4e comte de Salisbury, l'un des commandants anglais pendant la guerre de Cent Ans.
- 4 novembre : Sophie de Bavière, reine consort de Bohême et de Germanie.
- 6 novembre : Guillaume Fillastre, canoniste, humaniste et géographe, archidiacre de Laval, doyen de l'église de Reims, archevêque d'Aix en Provence et cardinal du titre de Saint-Chrysogone.
- 27 décembre : Jean de Ziębice, duc de Ziębice.

- Andrea di Bartolo, miniaturiste et peintre de l'école siennoise  de la fin Trecento et du début du Quattrocento.
- Rodolphe III de Bade-Sausenberg, margarve de Bade-Sausenberg.
- Pierre de Bréban, amiral de France.
- Isabelle de Foix-Castelbon, comtesse de Foix, coprincesse d’Andorre et Viguier d'Andorre, vicomtesse de Béarn et de Marsan et vicomtesse de Castelbon.
- Maxtla, Tlatoani d'Azcapotzalco.

date incertaine (vers 1428)
- Masaccio, peintre florentin.

## Crédit d'auteurs
- Cet article est partiellement ou en totalité issu de l'article intitulé « 1428 » (voir la liste des auteurs).